# Meriam Yahya Ibrahim Ishag
Meriam Yahya Ibrahim Ishag (Gadarif, 3 de noviembre de 1987) es una mujer cristiana sudanesa, sentenciada a muerte al ser acusada de apostasía.

## Biografía
Hija de padre musulmán y madre cristiana. Amnistía Internacional la consideró una prisionera de conciencia. Estuvo embarazada durante los hechos.
Tras una campaña de presión de la comunidad internacional hacia el gobierno sudanés, Meriam Yahya Ibrahim fue liberada y viajó con su familia a Italia, donde fue recibida por el papa Francisco el 24 de julio de 2014.